# Kapela (Zambia)
Kapela è un ward dello Zambia, parte della Provincia di Luapula e del Distretto di Mwense.